# At This Moment
At This Moment ist ein Lied von Billy Vera aus dem Jahr 1981, das von ihm geschrieben und Jeff Baxter produziert wurde. Es erschien auf dem Album Billy and the Beaters.

## Geschichte
Der Text des Liedes ist als Liebeslied zu verstehen.
Der Soulsong erschien erstmals am 18. September 1981, zur Zeit der ersten Veröffentlichung war der Song ein Flop. Dies änderte sich, als Ende 1985 im Rahmen der vierten Staffel der Serie Familienbande das Lied bei den romantischen Szenen zwischen Alex P. Keaton (gespielt von Michael J. Fox) und Ellen Reed (gespielt von Tracy Pollan) verwendet wurde. So wuchs das Interesse am Lied so weit, dass das Label Rhino Records alle Rechte und den Song selbst von Alfa Records (von denen es ursprünglich veröffentlicht wurde) aufkaufte und sich um die Wiederveröffentlichung kümmerten.
Die Wiederveröffentlichung war am 7. November 1986, in den Vereinigten Staaten und Kanada wurde es ein Nummer-eins-Hit.
In der Episode Brian, der Bachelor von Family Guy sang Brian das Lied selbst, und ebenso fand es auch in Ted 2 seine Verwendung.
Im Jahr 2007 sagte Michael J. Fox in Anspielung auf eine Zeile des Songs in einem Interview: „Tracy and I couldn't get on the dance floor anywhere in the world for like ten years without them playing 'What did you think...'“ (deutsch: Tracy und ich konnten an die zehn Jahre lang nirgends auf die Tanzfläche gehen, wenn sie nicht 'What did you think...' spielten)

## Kommerzieller Erfolg

### Chartplatzierungen
| ChartsChartplatzierungen       | Höchstplatzierung | Wochen |
| ------------------------------ | ----------------- | ------ |
| Vereinigte Staaten (Billboard) | 1 (24 Wo.)        | 24     |

| ChartsJahrescharts (1987)      | Platzierung |
| ------------------------------ | ----------- |
| Vereinigte Staaten (Billboard) | 20          |

### Auszeichnungen für Musikverkäufe
| Land/Region               | Auszeichnungen für Musikverkäufe (Land/Region, Auszeichnung, Verkäufe) | Verkäufe |
| ------------------------- | ---------------------------------------------------------------------- | -------- |
| Vereinigte Staaten (RIAA) | Gold                                                                   | 500.000  |
| Insgesamt                 | 1× Gold ·                                                              | 500.000  |

## Coverversionen
- 1987: Little Milton
- 1987: Sandra Reemer
- 1989: Tom Jones
- 1990: Neal McCoy
- 1992: Wayne Newton
- 2000: Stig Rossen
- 2009: Michael Bublé